# Harry Jones (homme politique)
Pour les articles homonymes, voir Harry Jones et Jones.
Harry Jones (29 septembre 1840-23 février 1936) est un homme politique canadien de la Colombie-Britannique. Il est député provincial libéral de la circonscription britanno-colombienne de Cariboo de 1903 à 1909.

## Biographie
Né à Bryn Engan dans le Caernarvonshire au Pays de Galles, Jones arrive en Colombie-Britannique en juin 1862 en transitant par le cap Horn et s'établissant à Lytton. Il retourne au Pays de Galles en 1876 avant de revenir en Amérique du Nord en 1884. Il s'établit à dans la région de Cariboo, mais son état de santé le force à déménager à Vancouver en 1933,.
Candidat défait en 1900, il parvient à se faire élire en 1903. Réélu en 1907, il est défait en 1909.
Jones meurt à l'hôpital Glen de Vancouver en février 1936 à l'âge de 95 ans,.